# Любимівка (Криворізький район)
Люби́мівка — село в Україні, у Софіївській селищній громаді Криворізького району Дніпропетровської області.
Населення — 421 мешканець.

## Географія
Село Любимівка знаходиться на одному з витоків річки Водяна, нижче за течією на відстані 5 км розташоване село Олександро-Білівка. Річка в цьому місці пересихає, на ній зроблена загата. Через село проходить автомобільна дорога Н11.

## Історія
За даними на 1859 рік у власницькому селі Верхньодніпровського повіту Катеринославської губернії налічувалось 46 дворових господарств, у яких мешкало 289 осіб (146 чоловічої статі та 143 — жіночої).
За переписом 1897 року кількість мешканців зросла до 530 осіб (275 чоловічої статі та 255 — жіночої), з яких 513 — православної віри.
Станом на 1908 рік населення (разом з Водяним) колишнього панського села Гуляйпільської волості зросло до 646 осіб (321 чоловічої статі та 325 — жіночої), 108 дворових господарств
У 1934  у Любимівці засідала комісія по чистці в партії, яка перевіряла відповідність членів комуністичної партії пред'явленим до них вимогам. Перед комісією постав і голова Любимівської сільради Степура Василь Андрійович, якого виключили з партії за участь в Визвольних змаганнях, зокрема  в загоні отамана Федорченка. 

## Населення

### Мова
Розподіл населення за рідною мовою за даними перепису 2001 року:
| Мова            | Кількість | Відсоток |
| --------------- | --------- | -------- |
| українська      | 404       | 95.96%   |
| російська       | 14        | 3.32%    |
| білоруська      | 1         | 0.24%    |
| німецька        | 1         | 0.24%    |
| інші/не вказали | 1         | 0.24%    |
| Усього          | 421       | 100%     |